# Moonstone (công ty)
Moonstone là một hãng sản xuất visual novel nổi tiếng với các game thuộc thể loại eroge và bishōjo. Những sáng lập viên của Moonstone chính là các cựu thành viên của một hãng sản xuất visual novel khác, Circus. Circus và Moonstone đã từng hợp tác để phát triển hai tiểu thuyết ảo đó là Suika AS+ và Gift.

## Sản phẩm
- Ashita Deatta Shōjo (30 tháng 5 năm 2003)
- Imōto Watashi, Donna Koto Datte... (28 tháng 11 năm 2003)
- Doko e Iku no, Ano Hi (25 tháng 6 năm 2004)
- Gift (27 tháng 5 năm 2004)
  - Gift Rainbow-colored Stories (27 tháng 1 năm 2006)
- Clear (24 tháng 8 năm 2007)
  - Clear Crystal Stories (3 tháng 5 năm 2008)
- MagiSuKi: Marginal Skip (24 tháng 4 năm 2009)
- Angel Ring (25 tháng 6 năm 2010)
- Princess Evangile (28 tháng 7 năm 2011)

## Moonstone Cherry
- Imouto Paradise! (28 tháng 1 năm 2011)
- Imouto Paradise! 2 (31 tháng 5 năm 2013)